# Comité de salubrité (Révolution française)
Le Comité de salubrité est une institution de l'Assemblée constituante de 1789, chargée de s'occuper de l'enseignement et de la pratique de la médecine, des établissements hospitaliers et sanitaires, et de l'hygiène publique. 

## Histoire
Il est créé sur l'initiative du docteur Joseph Ignace Guillotin et présidé par lui ; le bureau est installé au Couvent des Capucins Saint-Honoré, devenu bien national.
Aux Archives nationales, il ne reste pas trace des travaux de cette commission ; le dossier est vide, et ne contient qu'une liste manuscrite des membres du comité.

## Membres
Le Comité se composait d'abord de tous les médecins députés à l'Assemblée nationale : 
- Joseph Ignace Guillotin, président ;
- Jean-Gabriel Gallot, secrétaire ;
- Jean-Antoine-Édouard Fos de Laborde ;
- Marc-David Lavie ;
- Jean-Nicolas Laloy ;
- François Antoine Meyer ;
- Jean-Baptiste Salle ;
- Jacques Thoret ;
- Barthélemy Girerd ;
- Louis-François Allard ;
- Jean-Louis Fisson-Jaubert ;
- Antoine Dufau ;
- Descottes ;
- Paul-Victor de Seze ;
- Pierre Boussion ;
- François-Pierre Blin ;
- Jean François Campmas ;

— membres non médecins : 
- Lammerville, vice-président ;
- Périsse du Luc, vice-secrétaire ;
- Charles-Maurice de Talleyrand-Périgord ;
- Rabaut ;
- Gossin ;
- Lebrun ;
- Pierre-Victor Malouet ;
- Bureau de Puzi ;
- l'abbé de Bonnefoy ;
- Fr. Larochefoucauld-Liancourt ;
- de Delley d'Agier ;
- Père du Mouchel ;
- Livré ;
- Bousmard ;
- Lanjoinais ;
- Henri Grégoire ;
- Creuzé de la Touche ;

— secrétariat : 
- de Ricke ;
- Ternois ;
- Simon ;
- Petit.